# Bernal, Mexiko
Bernal är en ort i Mexiko.   Den ligger i kommunen Ezequiel Montes och delstaten Querétaro Arteaga, i den centrala delen av landet, 170 km nordväst om huvudstaden Mexico City. Bernal ligger 2 087 meter över havet och antalet invånare är 2 909.
Terrängen runt Bernal är kuperad norrut, men söderut är den platt. Runt Bernal är det ganska tätbefolkat, med 83 invånare per kvadratkilometer. Närmaste större samhälle är Ezequiel Montes, 9,4 km sydost om Bernal. Trakten runt Bernal består till största delen av jordbruksmark.